# Marcel Joseph Godard
 (mars 2023).
La mise en forme du texte ne suit pas les recommandations de Wikipédia : il faut le « wikifier ».
Les points d'amélioration suivants sont les cas les plus fréquents. Le détail des points à revoir est peut-être précisé sur la page de discussion.
- Les titres sont pré-formatés par le logiciel. Ils ne sont ni en capitales, ni en gras.
- Le texte ne doit pas être écrit en capitales (les noms de famille non plus), ni en gras, ni en italique, ni en « petit »…
- Le gras n'est utilisé que pour surligner le titre de l'article dans l'introduction, une seule fois.
- L'italique est rarement utilisé : mots en langue étrangère, titres d'œuvres, noms de bateaux, etc.
- Les citations ne sont pas en italique mais en corps de texte normal. Elles sont entourées par des guillemets français : « et ».
- Les listes à puces sont à éviter, des paragraphes rédigés étant largement préférés. Les tableaux sont à réserver à la présentation de données structurées (résultats, etc.).
- Les appels de note de bas de page (petits chiffres en exposant, introduits par l'outil «  Source ») sont à placer entre la fin de phrase et le point final[comme ça].
- Les liens internes (vers d'autres articles de Wikipédia) sont à choisir avec parcimonie. Créez des liens vers des articles approfondissant le sujet. Les termes génériques sans rapport avec le sujet sont à éviter, ainsi que les répétitions de liens vers un même terme.
- Les liens externes sont à placer uniquement dans une section « Liens externes », à la fin de l'article. Ces liens sont à choisir avec parcimonie suivant les règles définies. Si un lien sert de source à l'article, son insertion dans le texte est à faire par les notes de bas de page.
- La présentation des références doit suivre les conventions bibliographiques. Il est recommandé d'utiliser les modèles {{Ouvrage}}, {{Chapitre}}, {{Article}}, {{Lien web}} et/ou {{Bibliographie}}. Le mode d'édition visuel peut mettre en forme automatiquement les références.
- Insérer une infobox (cadre d'informations à droite) n'est pas obligatoire pour parachever la mise en page.

Pour une aide détaillée, merci de consulter Aide:Wikification.
Si vous pensez que ces points ont été résolus, vous pouvez retirer ce bandeau et améliorer la mise en forme d'un autre article.
Marcel Joseph Godard (Saint-Didier-sur-Chalaronne, 1920 – Lyon, 2007) est un compositeur français, organiste et chef de chœur, maître de chapelle de la primatiale Saint-Jean Baptiste de Lyon. Ordonné prêtre à Lyon en 1946, il est un artisan majeur du renouveau de la musique liturgique et sacrée en France après le concile Vatican II.

## Biographie

### L'enfance
Marcel Joseph Godard est né le 2 mars 1920 à Saint Didier sur Chalaronne dans l’Ain. Son père, Joseph GODARD, cordonnier, libéré du service militaire en septembre 1905, s’est marié dans ce village le 21 avril 1906 à l’âge de 24 ans avec Rose Antoinette Descours, cultivatrice. Leur premier enfant, Anne Marie Rose Antoinette naît le 9 mai 1910. Joseph Godard est rappelé sous les drapeaux par la mobilisation générale du 1er août 1914 ; il ne sera définitivement démobilisé qu’en juillet 1919. Lors de la naissance de Marcel Joseph en 1920, sa mère est déclarée sans profession. La famille déménage par la suite à Neuville-sur-Saône. À l’âge de 12 ans, Marcel Joseph intègre « l’école cléricale » de Saint Martin en Haut, dans le Rhône, dont le pensionnat venait d’ouvrir. Il y commence l’apprentissage du violon. 

### La formation religieuse
En 1935, il intègre le petit séminaire d’Oullins, où il sera d’ailleurs nommé en 1946 après son ordination. Formé ensuite au grand séminaire Saint Irénée de Lyon, ses études sont interrompues par sa mobilisation à Aix-en Provence le 9 juin 1940 ; il retrouve cependant le grand Séminaire en 1941 jusqu’à sa réquisition pour le Service du Travail Obligatoire (STO) en Allemagne de juillet 1943 à avril 1945, service qu’il effectue à Wolfen, près de Leipzig. Il termine sa formation à son retour d’Allemagne, mais il hésite entre sa vocation musicale et sa vocation de prêtre. L’évêque auxiliaire de Lyon, Alfred Ancel, lui conseille de suivre en parallèle ses deux vocations. Il est donc ordonné prêtre le 1er décembre 1946 à la Chapelle Notre-Dame de l’Argentière à Oullins ; il est nommé alors maître de Chapelle de ce Petit Séminaire d’Oullins qu’il connaît bien.

### Le prêtre musicien et Maître de Chapelle de la Primatiale St Jean Baptiste de Lyon
Nommé en 1952 par le cardinal Pierre Gerlier en tant que directeur adjoint de l’Institut Saint Grégoire de Lyon (devenu par la suite l’Institut de Musique Sacrée de Lyon), il est rapidement envoyé par l’abbé Louis Bouiller, directeur de cet Institut, suivre une formation musicale approfondie à Paris. Il revient à Lyon en 1954 comme vicaire de la paroisse Saint Bonaventure, où il crée un petit chœur d’enfants.  
En 1958, il est nommé maître de Chapelle de la Cathédrale Saint Jean Baptiste de Lyon, fonction qu’il assurera jusqu’en 1984 ; il se met alors à composer régulièrement, notamment pour le chœur mixte de la Primatiale, qu’il a créé en 1961, ainsi que pour la Maîtrise de la cathédrale reprise en 1974 par Jean-François Duchamp. En parallèle, il enseigne la musique dans plusieurs écoles lyonnaises (École Gerson, Cours Desbordes (1954-1984) et École St Bruno des Chartreux (1976-1981). Il écrit pour ses élèves ses premiers opus, harmonisations à 2 ou 3 voix de chansons existantes : "on y décèle en germe toutes les qualités des œuvres de maturité du père Godard : souplesse des lignes, fluidité du contrepoint, harmonies recherchées et parfois surprenantes".    
En 1971 et jusqu’en 1980, il est nommé président de l’Union fédérale française de musique sacrée (UFFMS), qui regroupait tous les acteurs de ce domaine (éditeurs, compositeurs, auteurs, chorales, organistes…). À ce poste, il succède à Mgr Belliard qui avait fondé cette Union en 1952. C’est l’occasion pour lui de rencontrer de nombreux auteurs avec lesquels il collaborera, tels que Didier Rimaud ou Joseph Gelineau. C’est l’occasion aussi pour lui d’apaiser le débat très vif entre les partisans du maintien du latin et ceux de l’introduction générale du français dans la musique liturgique : « Les tensions étaient devenues ingérables. C’est l’abbé Marcel Godard, à cette époque président de l’UFFMS, homme de paix et de conciliation, qui a réglé l’affaire ».  
Pendant toutes ces années, de 1952 à 2003, il a beaucoup participé à l’animation musicale des Camps Chantants de jeunes, créés par l’abbé Louis Bouiller en 1952, installés depuis les années 1970 dans le chalet Montagne et Joie à Cordon (Haute Savoie) : en plus des joies de la montagne, les enfants étaient initiés au chant grégorien et plus largement à la musique sacrée (incluant l’exécution d’œuvres de Marcel Joseph Godard, voire leur création, comme pour le conte de Noël Le sabotier rieur). 

### La retraite
Après son départ de la Primatiale St Jean Baptiste de Lyon, il est nommé chapelain de la basilique de Fourvière en 1985 ; il prend les fonctions de sous-directeur de l’Institut de Musique Sacrée en 1987. En 1989, il est nommé chanoine titulaire. 
Il prend officiellement sa retraite en 1993. En 2005, il reçoit la distinction honorifique de Prélat de Sa Sainteté, qui lui est remise par le cardinal Philippe Barbarin, archevêque de Lyon. Retiré au début des années 2000 à l’EHPAD géré par les Petites Sœurs des Pauvres de la Croix-Rousse à Lyon, il y décède le 16 février 2007.

## Formation musicale

### L'initiation
Marcel Joseph Godard est certainement initié tôt à la musique par son père Joseph Godard, musicien amateur. La fiche militaire de ce dernier indique en effet qu’il a effectué son service militaire de 1903 à 1905 comme « soldat musicien » ; il était membre de la Fanfare de Neuville sur Saône.  
En parallèle à sa formation au Grand Séminaire de Lyon entre 1940 et 1943, Marcel Joseph Godard intègre le Conservatoire de Lyon et découvre « un Maître en musique » en la personne de Pierre Giriat (1886-1979) qui le marquera beaucoup : cet ancien élève de la classe de composition et d’harmonie de Vincent d’Indy à la Schola Cantorum de Paris est professeur de Théorie musicale au Conservatoire de Lyon ; il réalise une émission musicale régulière sur Radio-Lyon et donne ses critiques musicales à plusieurs journaux de Lyon. 

### La découverte des "Thomaner" à Leipzig
Une deuxième influence marquante eut lieu pendant son service de STO  en Allemagne où il « découvre à Leipzig la tradition de J.S. Bach bien vivante chez les Thomaner [chanteurs de Saint Thomas] et le Cantor génial de l’époque qui les dirige : Günther Ramin ». Longtemps après, il déclarait encore : « Ils chantaient des choses merveilleuses auxquelles j’ai assisté, par exemple le Magnificat de Bach et autres cantates. Cela m’a surpris ; la musique de Bach m’a paru en Allemagne être jouée avec une légèreté, une vie intense, alors qu’en France à ce moment-là, on jouait Bach avec beaucoup de lourdeur. J’ai parlé de cette expérience parce qu’elle m’a fortement marqué. J’aimais beaucoup Jean-Sébastien Bach, je l’adorais après, et ça a été un peu un fil conducteur… ».

### L'expérience des Deux Tables
Une troisième influence vient de sa participation au mouvement aboutissant à la publication du livre de cantiques en français Les deux Tables en 1951. Ces recueils de cantiques ont été réalisés par des séminaristes du Grand Séminaire Saint Irénée, animés par Robert Marthouret, dit Jef. Privilégiant des textes poétiques de qualité et en français ainsi qu’une musique exigeante, beaucoup des cantiques de ce recueil sont toujours utilisés dans la liturgie. Selon O. Landron, c’est Marcel Joseph Godard qui eut l’idée de ce titre. Il composa la musique de l’un des cantiques de ce recueil, Dans la joie le Seigneur est monté vers les cieux, sur des paroles de Jean Servel, cantique encore chanté aujourd’hui.

### La formation académique à Paris
Sa formation musicale la plus systématique et la plus approfondie eut lieu plus tardivement entre 1952 et 1954, lorsque l’Abbé Louis Bouiller, directeur de l’Institut de Musique Sacrée de Lyon, l’encourage à parfaire sa formation à Paris. À l’Institut grégorien de Paris, il suit ainsi l’enseignement d’Auguste Le Guennant, lui aussi ancien élève de composition de Vincent d’Indy, mais surtout éminent spécialiste du chant grégorien. Il y suit aussi les cours d’Edouard Souberbielle, qui lui « donne les clefs de l’harmonie et du contrepoint et développe [son] métier d’organiste compositeur et improvisateur ». Au Conservatoire National de Musique de Paris, il suit les cours de Norbert Dufourcq, éminent historien de la musique, qui lui « ouvre, comme une fresque, toute la musique française ». En parallèle, il découvre l’organiste Gaston Litaize et « son immense talent à préluder à l’orgue les introïts grégoriens de chaque dimanche ». C’est pendant cette période également qu’il retrouve le peintre Jean Bertholle, connu à Lyon pendant la guerre, qui lui fera découvrir les chefs-d’œuvre de la peinture et de la sculpture des musées parisiens, dont certains seront à l’origine de quelques-unes de ses compositions. Cette découverte de la peinture l’a notamment conduit à composer les Tableaux de Saint Matthieu, d’après les œuvres de le Caravage conservées à l’église Saint Louis des Français de Rome.

## Les convictions musicales de Marcel Joseph Godard

### Le Concile Vatican II et la musique
Le recueil des Deux Tables était très en avance sur les préconisations du Concile Vatican II en matière de musique liturgique. En effet, le texte du concile sur la liturgie, Sacrosanctum Concilium, publié le 4 décembre 1963, s’il maintient la primauté du chant grégorien comme chant de l’Église, reconnaît l’utilisation de la langue vernaculaire dans la liturgie (article 36.2) et promeut la participation active des fidèles (article 30). Le chapitre VI de ce texte est consacré à la musique ; le premier article de ce chapitre (art. 112) reconnaît que « La tradition musicale de l’Église universelle constitue un trésor d’une valeur inestimable qui l’emporte sur les autres arts, du fait surtout que, chant sacré lié aux paroles, il fait partie nécessaire ou intégrante de la liturgie solennelle » ; les musiciens sont appelés « à accroitre son trésor », les textes devant être tirés « de préférence des Saintes Écritures et des sources liturgiques » (art. 121). 
À partir de 1963 et de la parution de ce document du Concile, Marcel Joseph Godard a beaucoup composé dans cet esprit. Dans ce travail, il bénéficie de l’expérience acquise pendant le STO auprès du Père Armand Werklé, qui possédait une grande maîtrise de la prosodie française et l’a initié à un « travail approfondi sur le rythme et les accents de la langue, outil précieux pour permettre à la musique de servir la parole, qu’elle soit sacrée ou profane, et qui sera largement utilisé pour la psalmodie en français ou les hymnes ». Ce souci l’a conduit à composer sur des textes de grande tenue littéraire et poétique, tels que ceux de Didier Rimaud déjà évoqué, de la cistercienne Marie-Pierre Faure ou de Patrice de la Tour du Pin.

### La musique, servante de la parole
Le 25 juillet 2006, il envoyait à la revue Caecilia « quelques pages pour évoquer sa vie et pour évaluer la période vécue de 1940 à 2006, en matière de renouveau du chant liturgique français » . Il en transmettait un double à des amis, accompagné d'un commentaire : « ce document met en ordre finalement ce que j'ai fait... ». Publié ultérieurement dans une autre revue à la fin d’un article sur Marcel-Joseph Godard, il a aussi été mis en ligne par L’Association des Amis du Père Marcel-Joseph Godard.
Dans ces textes, plusieurs expressions résument ces convictions, concernant le chant, le mot, la relation entre l’esthétique et le sacré. « La meilleure musique liturgique – mais de grâce que ce soit un art véritable - sera celle qui jaillira du mot, qu’elle épanouira sans le développer plus que ne l’exige l’action ». « Chaque mot contient en puissance sa ligne mélodique. En lui surajoutant une ligne mélodique opposée à la sienne, on paralyse son envol ». Même ses œuvres instrumentales comportent un titre évocateur, qu’il s’agisse de son Petit livre pour orgue ou des pièces pour cithare. Finalement, il souhaitait « concilier l’exigence du beau avec les besoins du quotidien » : cela l’a conduit à composer certaines œuvres qui puissent être chantées par des communautés aux possibilités musicales limitées, telle que la Messe simple de Chalais (couvent de Dominicaines en Isère).
Dans cette priorité accordée à l’exigence du texte, il a beaucoup composé sur des textes de qualité approuvés de façon institutionnelle : selon le répertoire de ses œuvres déposées à la Société des auteurs compositeurs et éditeurs de musique (SACEM), ces textes sont issus en majorité des traductions des textes bibliques réalisés par l’Association épiscopale liturgique pour les pays francophones (AELF, environ 80 textes), puis de Didier Rimaud (environ 70 textes), de la cistercienne Marie Pierre Faure (environ 30 textes), de la Commission Francophone Cistercienne (CFC), ou du Centre national de la pastorale liturgique (CNPL).

## Les œuvres de Marcel Joseph Godard dans l'espace religieux et dans l'espace public
Des cantiques dont la musique a été composée par Marcel Joseph Godard sont encore chantés pendant les offices dans les paroisses, même si la plupart du temps, les auteurs et compositeurs ne sont pas mentionnés dans les livrets de chant. C'est ainsi que, dès 1974, Marcel Joseph Godard est reconnu comme un acteur majeur du renouveau de la musique liturgique : " Voici enfin, grâce à C. Geoffray et à M. Godard, une musique liturgique de notre temps, synthèse des préoccupations de la Réforme et des tendances actuelles de la musique catholique " .
Mais c’est surtout dans les monastères que son œuvre liturgique est encore largement chantée. Ainsi, il a beaucoup composé sur des textes proposés par la Commission Francophone Cistercienne (CFC). Cette commission a constitué un comité de lecture des compositions destinées aux monastères, réunissant « deux ou trois fois par an des musiciens professionnels et des moines et moniales compétents, responsables du chant dans leurs monastères. Les musiques retenues sont diffusées par le Bulletin Trirem ». Abréviation de « Tri du répertoire monastique », le répertoire Trirem liste les œuvres et les compositeurs retenus : après Stéphane Caillat et le Père Henri Dumas, Marcel Joseph Godard est le troisième contributeur de ce répertoire avec 142 compositions sur les 1586 répertoriées, parmi plus de 70 compositeurs présents dans la liste. Le Carmel de la Paix de Mazille  lui a permis de découvrir la spiritualité de Sainte Thérèse d’Avila qui l’a beaucoup influencé. Le titre du travail de Laurent Grégoire sur l’œuvre monastique de Marcel Godard pour le Carmel de Mazille est ainsi inspiré des textes de cette sainte (Une musique aux nombreuses demeures). Pour cette communauté où il se rendait très régulièrement, il a composé la musique sur les textes de la plupart des Psaumes (opus 68), ainsi que sur de nombreux textes non psalmiques proposés par les moniales (opus 69).
L’Abbaye Saint Pierre de Pradines, et l’Abbaye Notre-Dame de Tamié comptent aussi parmi les communautés monastiques qui doivent beaucoup à Marcel Joseph Godard pour le renouvellement de leurs chants liturgiques après le concile Vatican II. Ce sont d’ailleurs les moines de l’Abbaye de Tamié qui ont créé les deux hymnes composées par Marcel joseph Godard et chantées par les acteurs dans le film de Xavier Beauvois, Des hommes et des dieux (2010): O Père des Lumières et Nous ne savons pas ton mystère ; ce sont eux aussi qui ont formé les acteurs de ce film au chant monastique.
Depuis leur création à l’église Saint Bonaventure de Lyon en 1984 à la veille de la fête de l’Immaculée Conception (8 décembre), les Vêpres de l’Immaculée sont devenues une tradition : cette œuvre importante pour solistes (soprano, alto, baryton), double chœur, assemblée, flûte traversière, 2 trompettes, violoncelle, contrebasse et orgue, a été jouée chaque 7 décembre à la cathédrale de Lyon, avec seulement une interruption en 2020 et 2021, liée à la pandémie de Covid-19. L’une des antiennes, Une fille d’Israël appelée Marie a trouvé grâce auprès de Dieu, est devenue un « véritable « tube » toujours repris spontanément par la foule qui ignore évidemment que l’armature comporte 5 bémols du mode si curieux de si bémol mineur ! ».
Il composa également pour la Messe solennelle au Parc des Expositions Eurexpo de Lyon lors de la venue du pape Jean-Paul II à Lyon en 1986, notamment un alléluia connu sous le nom : Alléluia Eurexpo.

## L'influence de Marcel Joseph Godard
L’abbé Henri Dumas (1933-2021) fut initié à la musique sacrée par Marcel Joseph Godard, alors que ce dernier dirigeait la maîtrise du petit séminaire d’Oullins ; par la suite, il apprit de lui l’écriture musicale, le contrepoint et l’harmonie. Marcel Joseph Godard fut pour lui un maître et un modèle, comme il en a témoigné plus tard. Par la suite, les deux abbés devinrent amis et Henri Dumas participa lui aussi assidûment aux camps chantants, composant pour eux. Il a aussi beaucoup composé pour les monastères et la liturgie (comme noté précédemment, il est le deuxième contributeur au répertoire Trirem avec 202 pièces). Comme Marcel Joseph Godard avant lui, il a aussi été élevé à la dignité de Prélat de sa Sainteté en 2012 pour sa contribution à la musique liturgique et sacrée ; il a également été fait chevalier des Arts et Lettres pour sa contribution à la musique vivante.
Marcel Joseph Godard a également joué un rôle dans l’évolution musicale du compositeur Jean-Louis Florentz (1947-2004). Ce sont les conseils et l’écoute de Marcel Joseph Godard à Lyon qui l’ont finalement guidé vers la classe d’Olivier Messiaen à Paris.
Laurent Grégoire  a découvert l’œuvre de Marcel Joseph Godard grâce à Henri Dumas ; il est maintenant professeur au Département de Musicologie de l’Université Lumière – Lyon II. Il a écrit un important mémoire de musicologie sur l’œuvre monastique de Marcel Godard. Chef de l’ensemble vocal Rhapsodia, il a consacré de nombreux concerts et enregistrements à l’œuvre de ces deux compositeurs.
En 2012, deux associations indépendantes furent créées pour faire connaître et rayonner l’œuvre de Marcel Joseph Godard :
- La première a été déclarée le 7 mars 2012 à la sous-préfecture de Roanne (Loire)[37] sous le nom de Association pour le rayonnement du patrimoine musical et humain de Marcel Godard. Elle a pour objet de « mettre en valeur le patrimoine musical et humain du Père Marcel Godard en assurant la recension, la diffusion et l’interprétation de ses compositions musicales, ainsi que le regroupement de tous les textes, lettres, commentaires, analyses et travaux relatifs à l’homme, à ses compositions et à ses écrits ». Elle est présidée par Laurent Grégoire, avec l’abbé Henri Dumas comme vice-président jusqu’en 2021. Cette association ne dispose pas d’un site internet permettant de suivre son activité.
- La deuxième a été déclarée le 2 mai 2012 à la Préfecture du Rhône[38], sous le nom Association des amis du Père Marcel-Joseph Godard. Elle a pour objet de « rassembler des amis d’hier et de demain du Père Marcel Joseph Godard et de son œuvre ; faire vivre l’œuvre du Père Godard ainsi que l’esprit qui l’animait ; encourager, promouvoir ou organiser des manifestations autour de l’œuvre du Père Marcel-Joseph Godard ou d’autres musiciens, poètes et artistes passés, présents ou à venir se situant dans le même esprit que le sien ; valoriser cette articulation entre le sacré, l’humain et l’artistique et encourager toute initiative en la matière ; […] ». Elle possède un site internet  mis à jour régulièrement mettant à disposition des éléments biographiques, discographiques, musicaux… et y publie une lettre annuelle.

## L’œuvre de Marcel joseph Godard
L’œuvre de Marcel Joseph Godard ne dispose pas encore d’un catalogue publié ; toutes ses compositions n’ont pas été encore éditées. Le travail de L. Grégoire recense 111 opus depuis 1944 mais s’arrête en mai 1988, alors que Marcel Joseph Godard a continué à composer jusqu'au début des années 2000. Marcel Joseph Godard a adhéré à la SACEM en 1968.  Le site de la SACEM recense 344 œuvres sous son nom, mais ne fournit pas la date de composition ni les effectifs nécessaire (voix et instruments). 142 œuvres sont répertoriées dans la liste Trirem ; le site de la Bibliothèque Nationale de France recense 149 œuvres de Marcel Joseph Godard. La base de données pour le chant choral Musica International a intégré 73 de ses compositions.

### Compositions
On peut classer les nombreuses œuvres de Marcel Joseph Godard en cinq grands groupes.

#### Les arrangements et/ou harmonisations
Les arrangements et/ou harmonisations d’œuvres du domaine public (chants de Noël, chants populaires, cantiques traditionnels…) représentent une proportion relativement importante de ses créations au début de sa carrière de compositeur, représentant la quasi-totalité de ses opus jusqu'en 1957. Mais il n'abandonnera jamais ce type d’œuvres : ainsi, à l'âge de 78 ans il a arrangé 6 chansons populaires enfantines françaises (J'ai du bon tabac, Sur le pont d'Avignon...), sous le titre générique de Jardins à la française, œuvre dédiée au chœur La Cigale de Lyon et à sa directrice, Anne-Marie Cabut.

#### Les Messes
En tant que prêtre, Marcel Joseph Godard a composé tôt des œuvres pour la liturgie ou des œuvres de musique sacrée, et notamment plus d’une dizaine de Messes. La première a été écrite en 1952, sous le nom de Messe pour les temps violets, couleur liturgique des temps de l’avent et du carême, comprenant Kyrie, Sanctus, Agnus Dei pour chœur à 4 voix mixtes. La difficulté d’exécution de ces messes s’adapte aux assemblées qui les chanteront, depuis la Messe simple pour les jours de four, (2000) pour chœur à l'unisson et orgue, destinée aux jours où les dominicaines du monastère de Chalais sont très occupées par la préparation et la cuisson du pain de la Communauté, la Messe de l’Eau vive pour les carmélites de Mazille (1980) pour chœur à trois voix égales, jusqu’à la grande Messe du Puy, composée en 1993 sur un texte de Didier Rimaud, qui requiert ténor solo et chœur, assemblée, orgue et cuivres.

#### Les œuvres instrumentales
Sur les 25 œuvres purement instrumentales, 9 sont destinées à l’orgue. On retiendra notamment Le petit Livre d’orgue : « En 1971, fréquentant l’Orgelbüchlein de J.-S. Bach, il a l’idée d’écrire un Petit Livre d’orgue, retient 20 chants français à fonction liturgique et reproduit à propos de chacun d’entre eux, la manière de faire de J.-S. Bach ». D’un tout autre style sont les Dix petites tapisseries pour orgue composées en 2003 : « délibérément de notre temps, Dix Petites Tapisseries, ponctuées par des Improvisations, spécule sur les contrastes (grave/aigu ; calme/effervescence; violence et douceur...) et la notion de „tapisserie“ illustrant très précisément la nature et l’enjeu du métier du musicien d’Église par excellence qui, dimanche après dimanche, pare les murs de l’édifice et habille les messes ». En dehors de quelques pièces pour divers petits ensembles instrumentaux, on retiendra des œuvres pour instruments solo : la flûte (Douze séquences pour flûte solo, (1984) pour servir de préludes, d’interludes, de postludes aux poèmes de Jean Giono intitulés Accompagnés de la flûte, à la mémoire d’Aline Giono), la clarinette (Sequenza (1981) et surtout la cithare, pour laquelle il a composé de nombreux recueils.

#### Les grandes œuvres vocales
Ces œuvres longues pour solistes et/ou chœur, accompagnées par des ensembles instrumentaux de composition souvent peu courante (d’où l’existence parfois d’une réduction de la partie instrumentale pour orgue ou piano, pour une exécution plus facile) sont au nombre de 14. Une partie de ces œuvres relève de la musique sacrée, comme les Vêpres de l’Immaculée déjà évoquées, ou sa dernière grande œuvre achevée en 2004 et dédiée à l'Ensemble Vocal d'Avignon, Nous avons vu sa gloire, sur un texte de Didier Rimaud, cantate pour chœur mixte et petit orchestre. On y trouve également un Magnificat (1987) sur un texte de Paul Claudel, dédié au Cardinal Albert Decourtray, et deux Passions :  La passion de N.S. Jésus-Christ selon St Jean (1988) pour 3 solistes hommes, chœur a capella, et la Passion de N.S. Jésus-Christ selon Saint Marc, écrite en 2002 sur un texte de Didier Rimaud à partir de l’évangile de St Marc, pour 2 chœurs à 4 voix mixtes, deux trompettes en ut, une trompette solo ténor, tamtam et orchestre. D’autres œuvres relèvent du domaine profane, tels que la fantaisie lyrique pour enfants L’enfant à la colombe (1985) sur un texte de Didier Rimaud, en un prologue, 4 épisodes et un final (Opus 93), le conte musical de Noël Le sabotier rieur (1990), sur un texte de Marie Pierre Faure, pour un chœur d'enfants à 3 voix égales, flûte à bec, violon, alto, et violoncelle, ou la mise en musique en 1992 de Cinq histoires naturelles de Jules Renard pour chœur d’enfants à voix égales, piano, flûte traversière et clarinette en si bémol.

#### Les œuvres vocales «brèves», avec ou sans accompagnement
Les œuvres vocales « brèves » sont les plus nombreuses : destinées majoritairement à la liturgie, elles couvrent tous les moments des différents offices catholiques et beaucoup peuvent être chantées par une assemblée sans connaissance musicale particulière. Le site Chantons en église en recense 189, proposées à l’écoute sur internet. Deux des pièces les plus connues sont peut-être O père des lumières et Nous ne savons pas ton mystère, du fait de leur présence dans la bande son du film Des hommes et des dieux ; différentes interprétations en sont aisément accessibles en ligne ; leur partition est incluse dans un recueil publié par l’Association des amis du Père Marcel Godard : Que Dieu vous prenne au goût de son œuvre. Beaucoup de ces chants ont été édités, par exemple aux Editions Jubilus Voix Nouvelles, aux éditions ADF Bayard Musique, aux éditions de la Schola Cantorum (Neufchâtel, Suisse) ou aux éditions du Centre national de la pastorale liturgique (CNPL). 

### Discographie
Le site des Amis du Père Marcel-Joseph Godard a recensé 37 CD consacrés entièrement à l’œuvre de Marcel-Joseph Godard ou comportant au moins l’une de ses compositions. On peut noter : 
- Les Vêpres de l’Immaculée, enregistré en 1997 par le Chœur Mixte de la Primatiale sous la direction de Jean-François Duchamp ;
- Héritiers de sa Liberté, CD enregistré par le Carmel de Mazille en hommage à Marcel-Joseph Godard, contenant également des créations de Thibaut Louppe, actuel Maître de Chapelle de la Primatiale St Jean Baptiste de Lyon ;
- Messe du Puy, CD enregistré par la Maîtrise et le Chœur d’hommes de la Cathédrale du Puy-en-Velay, direction Emmanuel Magat ;
- Les Combats de Dieu (paroles de Didier Rimaud), Chorale de la maison des Étudiants catholiques de Lyon, Direction Laurent Grégoire.